# Gnies (Gemeinde Sinabelkirchen)
Gnies ist eine Ortschaft und als Gnieß eine Katastralgemeinde in der oststeirischen Marktgemeinde Sinabelkirchen. Die Ortschaft hat 727 Einwohner (Stand 1. Jänner 2024).
Durch den Ort führt die Gleisdorfer Straße B 65; die Süd Autobahn A 2 verläuft einen Kilometer südlich entfernt. Am südlichen Rand des Ortes fließt die Ilz, auch Ilzbach genannt.
Gnies verfügt über die Kirche (St. Oswald), einen Spielplatz und ein Gasthaus. Ferner existiert eine Freiwillige Feuerwehr.

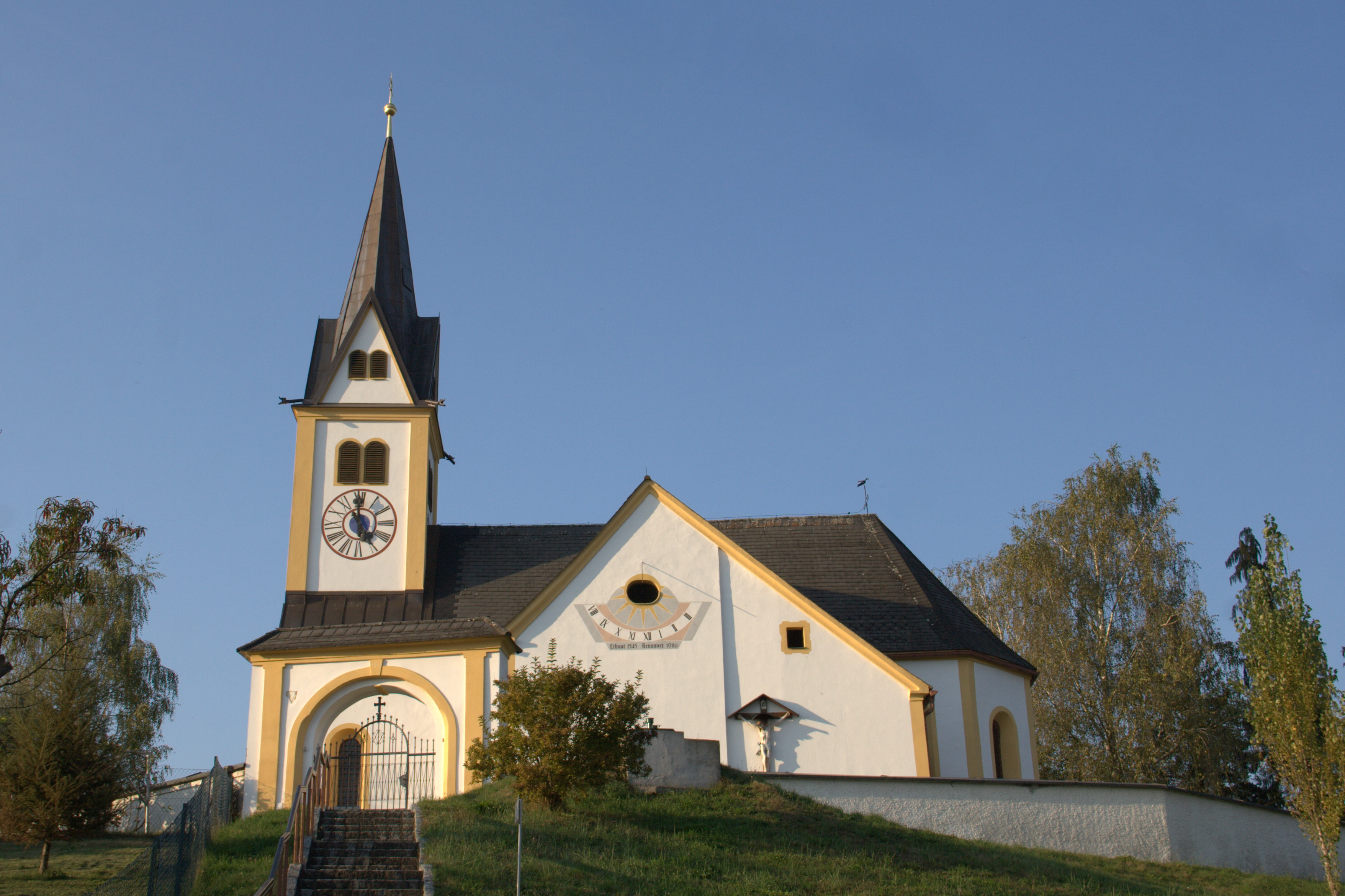
Kirche Gnies

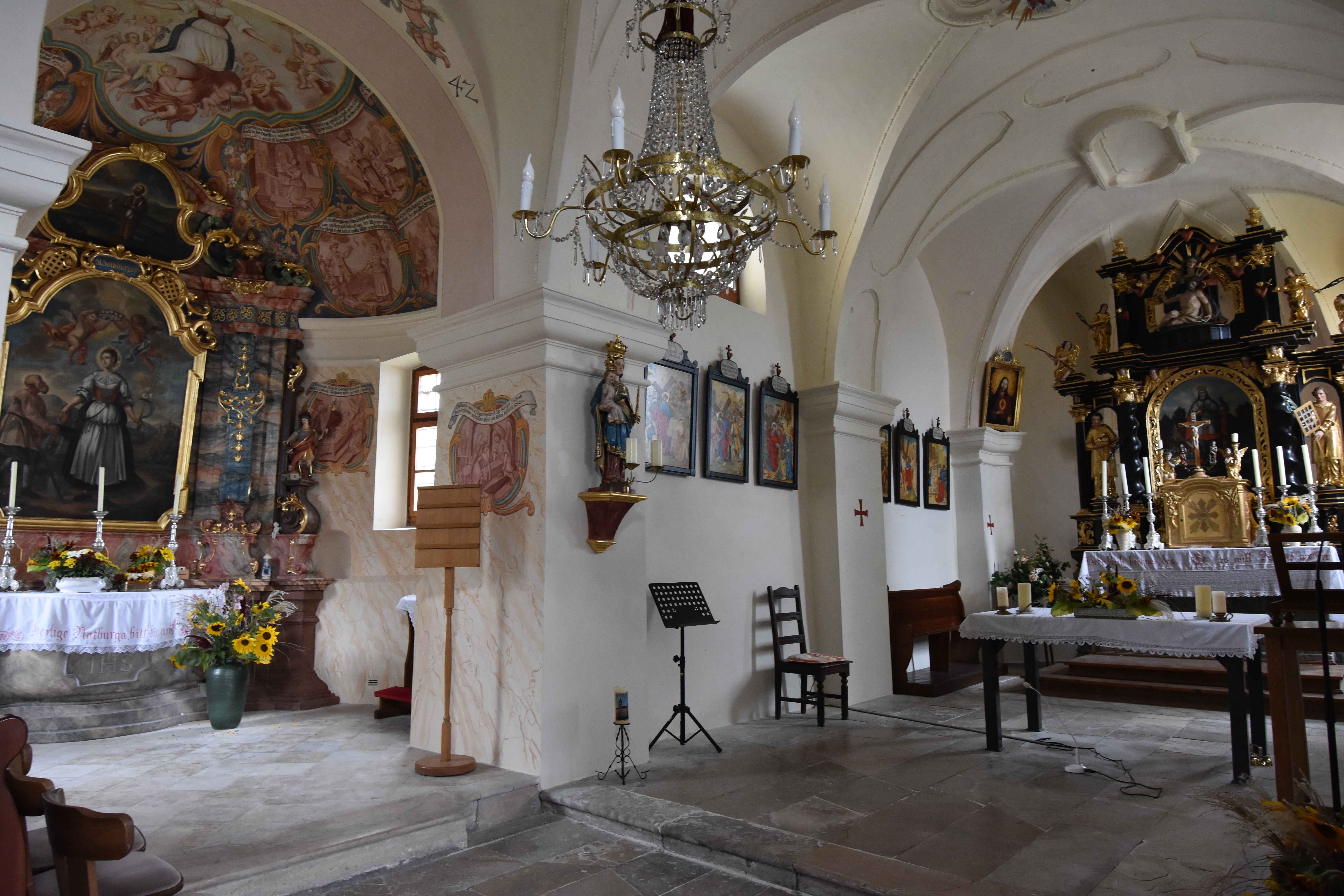
Innenansicht der Kirche

Der „Dom zu Gnies“ wurde im Jahr 1545 das erste Mal urkundlich erwähnt. Das Kirchengebäude wurde in spätgotischer Zeit in Hanglage (damals oberhalb des Dorfes) errichtet und war nach der Ablösung von Pischelsdorf bis 1862 eine Filialkirche von Ilz. Der Bau besteht aus einem einjochigen Chor mit 3/8-Schluss, dem in gleicher Breite ein dreijochiges Langhaus angefügt ist. Im Jahr 1697 erfolgte eine Neuwölbung mit einem sogenannten Stichkappentonne (einfachste Gewölbeform) und Stuckfeldern über flachen Wandpfeilern plus ein Sakristeianbau an der Südseite. Gleichzeitig erfolgte der Bau eines Glockenturms an der Westseite der Kirche. Beim barocken Umbau sind spätgotische Mauerteile bis zur Fensterhöhe belassen worden.
Der Hochaltar aus dem Jahr 1692 ist ein gut gegliederter Säulenaufbau. Das Altarblatt zeigt den Schutzpatron, den hl. Oswald, inmitten einer Viehherde. Der hl. Oswald wird gegen Viehseuchen angerufen. Die Assistenzfiguren stellen wichtige Märtyrergestalten dar; links der hl. Stephanus und rechts Laurentius.
Im Auszug ist eine Pietà zu sehen, flankiert von Engeln mit den Leidenswerkzeugen. Die beiden Statuen seitlich der Pietà stellen die Märtyrinnen Apollonia und Agatha dar. Um 1740 wurden am Mitteljoch zwei Kapellen angefügt.
Weitere Orte sind die Streusiedlung Hochleiten, der Weiler Lugendorf und die Rotte Marbach.